# Idre
Idre est une localité du comté de Dalécarlie sur la commune d'Älvdalen en Suède. Les deux localités d'Idre et Särna appartenaient à l'origine à la Norvège mais en 1644 des fermiers suédois s'en étaient emparés. Le Traité de Brömsebro était resté ambigu quant au statut de ces localités jusqu'à ce qu'en 1751 il fût décidé  que la Norvège les céderait.
En 1971, Särna, Idre (issue de Särna en 1916) et Älvdalen ont été regroupées pour former l'actuelle commune d'Älvdalen. Il s'agit également d'une station de sports d'hiver. 